# Polypedilum ascium
Polypedilum ascium är en tvåvingeart som beskrevs av Chaudhuri, Guha och Gupta 1981. Polypedilum ascium ingår i släktet Polypedilum och familjen fjädermyggor. Inga underarter finns listade i Catalogue of Life.